# Le Passeur (film, 1987)
Pour les articles homonymes, voir Le Passeur (homonymie).
Pour plus de détails, voir Fiche technique et Distribution.
Le Passeur (Ofelas) est un film norvégien réalisé par Nils Gaup, sorti en 1987. Le film fut nommé à l'Oscar du meilleur film en langue étrangère.

## Synopsis
En Laponie, vers l'an mille, un jeune homme assiste caché à l'assassinat de sa famille par la tribu guerrière des "Tchoudes". Découvert puis pourchassé, il se réfugie dans une communauté proche. Il affrontera seul et vaincra ses poursuivants, débarrassant ainsi définitivement la communauté de ces assaillants.

## Fiche technique
- Titre : Le Passeur
- Titre original : Ofelas
- Réalisation : Nils Gaup
- Scénario : Nils Gaup
- Production : Erik Disch et John M. Jacobsen
- Photo : Erling Thurmann-Andersen
- Pays d'origine : Norvège
- Genre : drame, aventure, action
- Durée : 86 minutes
- Date de sortie :  1987

## Distribution
- Mikkel Gaup : Aigin
- Ingvald Guttorm : Le père d'Aigin
- Nils Utsi (en) : Raste
- Henrik H. Buljo : Dorakas
- Nils-Aslak Valkeapää :Siida-Isit
- Helgi Skúlason : Tsjuderen med arret